# 北京市第二十九中学

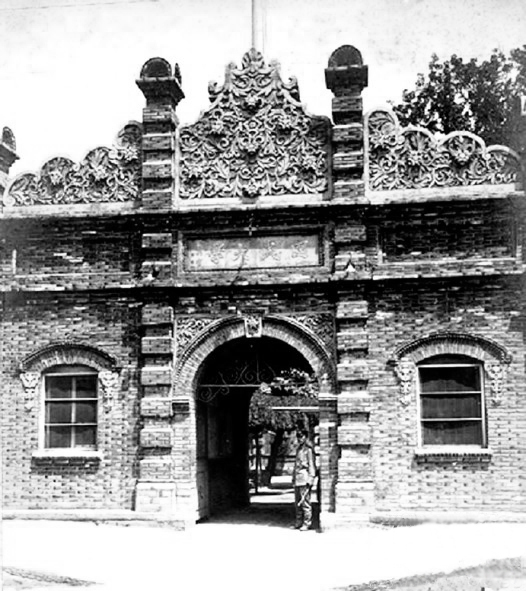
位于前门西城根的中国大学校门。后来该址成为北京市第二十九中学的所在地

北京市第二十九中学是北京市的一所普通中等学校。2008年结束。

## 历史
北京市第二十九中学原来坐落于人民大会堂南侧，旧址今为全国人大机关办公楼。该中学所在地的前身是孙中山仿日本早稻田大学模式创办的国民大学及附属中学，于1912年创办，1913年4月开学。
1912年冬，宋教仁报请北京政府批准办学，并由政府拨给8.45万两白银用作开办经费。随后，宋教仁召集部分国民党人士组成学校董事会。其中，董事姚憾出面租下位于前门内西城根“愿学堂”的数十间房，作为校舍。此后，董事们订立校章、课程及规则，并发招生广告，聘任中外教员。校名定为 “国民大学”。即将开学时，首任校长宋教仁于1913年3月19日在上海遇刺身亡。乃改由校董黄兴出任第二任校长，由彭允彝代行校长职务。
国民大学设教务、总务、庶务、会计等机构，初设四个部：大学部、专门部、法政别科部、附属中学部。1913年4月13日，国民大学及附属中学正式开学，开学典礼在学校院内举行。上午10时，鸣校钟奏乐，举办开学典礼。先由彭允彝代读校长黄兴的讲话（黄兴时在南京，未能出席典礼），袁世凯的特派员梁士诒致贺词，教育总长陈振先讲话。
1917年春，经董事会决定，将校名改为“中国大学”。此时，在校学生已有千余人，原有校舍过于狭小，经校长与校董努力，于1925年6月购买了二龙路口袋胡同郑王府房产（今中华人民共和国教育部所在地）。1925年9月，除了附属中学部外，中国大学其他各机构均迁至新校址开学，附属中学则留在原址。
1949年北平和平解放后，中国大学附属中学更名为“新生中学”，后又更名“新英中学”。1952年，定名为“北京市第二十九中学”，此后一直未改。
1999年以前，北京市第二十九中学是完全中学，后来因高中规模小，而于1999年改为初中校。该中学是西城区青少年爱国主义教育基地，是北京市涉台宣传窗口单位，每年均要接待来自日本及欧美的中学生代表团进行交流活动。1997年9月，北京市第二十九中学与北京市档案馆、西城区教育局、中国大学校友会联合在校园内举办了《孙中山创办中国大学及附属中学史料展》。2001年4月，北京各界联合在北京市第二十九中学门前设立了“中大旧址说明牌”，并商定扩大《孙中山创办中国大学及附属中学史料展》的展室，且重新布展。扩大展室的土木工程于2001年9月20日完工，史料展的布置工作于10月1日之前全部完成。2006年，该校为纪念孙中山而提出改称“中山中学”，但并未正式更名。
2008年，由于西城区教育资源重组，附近生源不足的北京市第二十九中学的师生被安排到附近的重点学校，该中学宣告结束。校址改建为全国人大机关办公楼。

## 学校领导
书记赵占岭
赵占岭，男，1947年7月20日生，现任中共北京市第二十九中学党支部书记。
1966年在北京三中高中毕业，1968年5月分配到房山任中学教师，先后在岳各庄学区的圣水峪、孤山口中学、在良乡二中任教。
1978年调北京三十二中学。1984年5月被区里任命为北京三十二中教导主任。在此之前一直担任中学物理教师和班主任。
1980年被评为西城区优秀共产党员。
1985年北京教育学院物理系毕业取得大专文凭。1997年北京教育（行政）学院学校管理系毕业取得大本文凭（在职学习）。
1989年11月被任命为北京三十二中副校长，主管职高工作。1990年被评为西城区先进工作者。
1990年被评为北京市职教系统先进工作者。
1992年西城区旅游职业教育集团成立，任理事会理事。
1993年5月被区政府、区教育局派到海南省海口市创办职业高中，9月1日成立海口旅游职业学校（国家级重点），担任学校董事会董事、副校长，主管教学工作。
1994年8月返回北京三十二中仍任副校长。1994年12月被学校（局组织部同意）派到明珠海鲜酒家方庄分店任总经理。
1997年11月被区里任命为北京市外事服务职业高中党总支副书记，同时，区教育局借调到西城区职业技术教育中心任副主任。
2001年11月区里任命为中共北京市第二十九中学党支部书记。